# "Art"
'Art' é uma peça de teatro francesa de 1994 escrita pela dramaturga Yasmina Reza. Apresentada pela primeira vez no Théâtre des Champs-Élysées em Paris em 28 de outubro de 1994, a obra foi levada a Londres em 1996 e à Broadway em 1998.
Venceu o Tony Award de melhor peça de teatro.